# Химено Гарсес
Химе́но Гарсе́с (исп. Jimeno (Ximeno) Garcés; умер в 860) — правитель части земель королевства Памплона (Наварра), находившихся в районе современной Сангуэсы. Предположительно, сорегент королевства (840-е—851/852) во время болезни короля Иньиго Аристы. По его имени получила название династия Хименесов, правившая в X—XII веках в Наварре, Арагоне и Кастилии.

## Биография
Единственным достоверным свидетельством исторических источников о Химено считается упоминании его имени в «Кодексе Роды», где он назван отцом королей «другой части королевства» Гарсии II Хименеса и Иньиго Хименеса. Отцом Химено легенды называют некоего Гарсию Хименеса, которого средневековые придания и исторические хроники считали сыном Химено Сильного, однако родство между этими лицами пока точно не доказано.
Современные историки установили, что владения семьи Химено, названной по его имени Хименес, находились в Сангуэсе, в то время как ранее считалось, что династия Хименес правила в Алаве. О том, в каких отношениях правители Сангуэсы находились с королями Памплоны, точно не известно, но предполагается, что они были близкими родственниками королей из династии Ариста и находились в вассальной зависимости от королей Наварры.
Наваррские предания говорят о тяжёлой болезни, постигшей короля Иньиго Аристу в последние годы его жизни: он был парализован и за него страной управляли регенты — его сын Гарсия I и Химено Гарсес. Точная дата этого события неизвестна, но предполагается, что это произошло в 840-х годах. К этому времени относятся войны наваррцев с маврами, в ходе которых в 847 году Памплона была взята сыном эмира Кордовы, Мухаммадом, и почти полностью разрушена. Под 851 годом в «Фонтенельской хронике» содержится запись о приезде ко двору правителя Западно-Франкского государства Карла II Лысого герцогов наваррцев Индуо и Митио (Induonis et Mitionis Ducum Naverrorum), которые прибыли к королю с подарками и просьбой о мире. Историки считают, что этими герцогами было Иньиго Ариста и Химено Гарсес. Предполагается, что после смерти в 851/852 году короля Иньиго Аристы и восшествия на престол Памплоны Гарсии I, Химено Гарсия удалился в свои владения в Сангуэсе, которыми управлял до своей смерти в 860 году. Его владения наследовал его старший сын Гарсия II.
Имя жены Химено Гарсеса точно не известно: «Кодекс Роды» её не называет по имени, в «Книге королей» из монастыря Сан-Сальвадор-де-Лейре её зовут Муния. Также предполагается, что женой Химено могла быть Леодегунда, дочь короля Астурии Ордоньо I, которая, как говорят средневековые хроники, вышла замуж за неуказанного по имени правителя Наварры, однако большинство историков считает, что она была супругой короля Гарсии I Иньигеса. Согласно «Кодексу Роды» у Химено было два сына:
- Гарсия II (погиб в 882 или умер после 885) — король Сангуэсы (860—882/после 885) и, возможно, король Памплоны (870—882).
- Иньиго.

Также предания называют детьми Химено Гарсеса ещё двух лиц, однако их родство с ним историками подвергается серьёзному сомнению:
- Вела Хименес (умер в 883 году) — граф Алавы (870/875—883), родоначальник семьи Вела
- Онека — некоторые историки считают её возможной женой графа Гимарайнша Диего Фернандеса.

## Карты
- Образование Памплонского королевства (IX век)